# Grammy Awards 2020
Die Grammy Awards 2020 wurden am 26. Januar im Staples Center von Los Angeles verliehen. Es war die 62. Vergabe der Grammys, des wichtigsten US-amerikanischen Musikpreises. Musiker, Liedautoren und weitere erfolgreiche Akteure des Musikgeschäfts wurden in 84 verschiedenen Kategorien ausgezeichnet. Grundlage waren Veröffentlichungen zwischen dem 1. Oktober 2018 und dem 31. August 2019. Weil die Oscar-Verleihung vorverlegt worden war, wurde der Zeitraum um einen Monat verkürzt und die Verleihung auf den Januar gelegt, um einen Terminkonflikt zu vermeiden. Die Nominierungen wurden am 20. November 2019 bekanntgegeben. Zum zweiten Mal in Folge führte Alicia Keys als Moderatorin durch die Verleihungsshow im Januar 2020.
Große Siegerin des Abends war die 18-jährige Newcomerin Billie Eilish, die alle vier Hauptkategorien und die Popalbum-Kategorie gewann. Damit war sie in fünf der sechs Kategorien, in denen sie nominiert war, erfolgreich. Nur die Best Pop Solo Performance ging nicht an Billie Eilish, sondern an Lizzo. Die R&B-Musikerin war mit acht Nominierungen im Vorfeld die erfolgreichste Künstlerin, konnte aber neben dem Pop-Grammy nur noch zwei R&B-Grammys holen. Der mit sechs Nominierungen ebenfalls hoch eingeschätzte Rapper Lil Nas X, der mit seinem Song Old Town Road mit 19 Wochen auf Platz 1 der Charts einen neuen Rekord aufgestellt hatte, musste sich mit einer einzigen Auszeichnung als bestes Pop-Duett zufriedengeben. Immerhin bekam das Lied noch als bestes Video des Jahres Anerkennung.
- Indirekt kamen zu Billie Eilishs Erfolg noch zwei Grammys für ihr Album When We All Fall Asleep, Where Do We Go? hinzu, das als beste Produktion ausgezeichnet wurde und ihrem Bruder Finneas O’Connell die Auszeichnung als Produzent des Jahres brachte. Inklusive seiner Beteiligung als Autor am Song des Jahres Bad Guy bekam er damit drei Preise. Ebenfalls drei Grammys bekam Gary Clark Jr. mit zwei Rock- und einem Blues-Grammy. Weitere Mehrfachpreisträger waren unter anderem noch die Chemical Brothers mit beiden Grammys im Dance/Electronic-Bereich  und Anderson Paak, ebenfalls zweimal mit R&B-Grammys bedacht. Nipsey Hussle, der 2019 verstorbene Rapper, wurde posthum mit zwei Rap-Grammys gewürdigt. Tanya Tucker holte ihre ersten beiden Grammys mit Country-Musik und Gospel-Musiker Kirk Franklin war ebenfalls zweimal erfolgreich. Jacob Collier wurde als Arrangeur zweimal ausgezeichnet.

## Hauptkategorien
Single des Jahres (Record of the Year):
- Bad Guy von Billie Eilish
- nominiert waren außerdem:
  - Hey, Ma von Bon Iver
  - 7 Rings von Ariana Grande
  - Hard Place von H.E.R.
  - Talk von Khalid
  - Old Town Road von Lil Nas X featuring Billy Ray Cyrus
  - Truth Hurts von Lizzo
  - Sunflower von Post Malone & Swae Lee

Album des Jahres (Album of the Year):
- When We All Fall Asleep, Where Do We Go? von Billie Eilish
- nominiert waren außerdem:
  - I, I von Bon Iver
  - Norman Fucking Rockwell! von Lana Del Rey
  - Thank U, Next von Ariana Grande
  - I Used to Know Her von H.E.R.
  - 7 von Lil Nas X
  - Cuz I Love You (Deluxe) von Lizzo
  - Father of the Bride von Vampire Weekend

Song des Jahres (Song of the Year):
- Bad Guy von Billie Eilish (Autoren: Billie Eilish O’Connell, Finneas O’Connell)
- nominiert waren außerdem:
  - Always Remember Us This Way von Lady Gaga (Autorinnen: Natalie Hemby, Stefani Germanotta, Hillary Lindsey, Lori McKenna)
  - Bring My Flowers Now von Tanya Tucker (Autoren: Brandi Carlile, Phil Hanseroth, Tim Hanseroth, Tanya Tucker)
  - Hard Place von H.E.R. (Autoren: Ruby Amanfu, Sam Ashworth, D. Arcelious Harris, Gabriella Wilson, Rodney Jerkins)
  - Lover von Taylor Swift (Autorin: Taylor Swift)
  - Norman Fucking Rockwell von Lana Del Rey (Autoren: Jack Antonoff, Elizabeth Grant)
  - Someone You Loved von Lewis Capaldi (Autoren: Tom Barnes, Lewis Capaldi, Pete Kelleher, Benjamin Kohn, Sam Roman)
  - Truth Hurts von Lizzo (Autoren: Steven Cheung, Eric Frederic, Melissa Jefferson, Jesse Saint John)

Bester neuer Künstler (Best New Artist):
- Billie Eilish
- nominiert waren außerdem:
  - Black Pumas
  - Lil Nas X
  - Lizzo
  - Maggie Rogers
  - Rosalía
  - Tank and the Bangas
  - Yola

## Pop
Beste Pop-Solodarbietung (Best Pop Solo Performance):
- Truth Hurts von Lizzo
- nominiert waren außerdem:
  - Spirit von Beyoncé
  - Bad Guy von Billie Eilish
  - 7 Rings von Ariana Grande
  - You Need to Calm Down von Taylor Swift

Beste Popdarbietung eines Duos / einer Gruppe (Best Pop Duo / Group Performance):
- Old Town Road von Lil Nas X featuring Billy Ray Cyrus
- nominiert waren außerdem:
  - Boyfriend von Ariana Grande & Social House
  - Sucker von den Jonas Brothers
  - Sunflower von Post Malone & Swae Lee
  - Señorita von Shawn Mendes & Camila Cabello

Bestes Gesangsalbum – Traditioneller Pop (Best Traditional Pop Vocal Album):
- Look Now von Elvis Costello and the Imposters
- nominiert waren außerdem:
  - Sì von Andrea Bocelli
  - Love (Deluxe Edition) von Michael Bublé
  - A Legendary Christmas von John Legend
  - Walls von Barbra Streisand

Bestes Gesangsalbum – Pop (Best Pop Vocal Album):
- When We All Fall Asleep, Where Do We Go? von Billie Eilish
- nominiert waren außerdem:
  - The Lion King: The Gift von Beyoncé
  - Thank U, Next von Ariana Grande
  - No. 6 Collaborations Project von Ed Sheeran
  - Lover von Taylor Swift

## Dance / Electronic Music
Beste Dance-Aufnahme (Best Dance Recording):
- Got to Keep On von den Chemical Brothers
- nominiert waren außerdem:
  - Linked von Bonobo
  - Piece of Your Heart von Meduza featuring Goodboys
  - Underwater von Rüfüs Du Sol
  - Midnight Hour von Skrillex & Boys Noize featuring Ty Dolla Sign

Bestes Dance-/Electronic-Album (Best Dance/Electronic Album):
- No Geography von den Chemical Brothers
- nominiert waren außerdem:
  - LP5 von Apparat
  - Hi, This Is Flume (Mixtape) von Flume
  - Solace von Rüfüs Du Sol
  - Weather von Tycho

## Zeitgenössische Instrumentalmusik
Bestes zeitgenössisches Instrumentalalbum (Best Contemporary Instrumental Album):
- Mettavolution von Rodrigo y Gabriela
- nominiert waren außerdem:
  - Ancestral Recall von Christian Scott aTunde Adjuah
  - Star People Nation von Theo Croker
  - Beat Music! Beat Music! Beat Music! von Mark Guiliana
  - Elevate von Lettuce

## Rock
Beste Rock-Darbietung (Best Rock Performance):
- This Land von Gary Clark Jr.
- nominiert waren außerdem:
  - Pretty Waste von Bones UK
  - History Repeats von Brittany Howard
  - Woman von Karen O & Danger Mouse
  - Too Bad von den Rival Sons

Beste Metal-Darbietung (Best Metal Performance):
- 7empest von Tool
- nominiert waren außerdem:
  - Astorolus – The Great Octopus von Candlemass featuring Tony Iommi
  - Humanicide von Death Angel
  - Bow Down von I Prevail
  - Unleashed von Killswitch Engage

Bester Rocksong (Best Rock Song):
- This Land von Gary Clark Jr. (Autor: Gary Clark Jr.)
- nominiert waren außerdem:
  - Fear Inoculum von Tool (Autoren: Maynard James Keenan, Adam Jones, Danny Carey, Justin Chancellor)
  - Give Yourself a Try von The 1975 (Autoren: George Daniel, Adam Hann, Matthew Healy, Ross MacDonald)
  - Harmony Hall von Vampire Weekend (Autor: Ezra Koenig)
  - History Repeats von Brittany Howard (Autorin: Brittany Howard)

Bestes Rock-Album (Best Rock Album):
- Social Cues von Cage the Elephant
- nominiert waren außerdem:
  - Amo von Bring Me the Horizon
  - In the End von den Cranberries
  - Trauma von I Prevail
  - Feral Roots von den Rival Sons

## Alternative
Bestes Alternative-Album (Best Alternative Music Album):
- Father of the Bride von Vampire Weekend
- nominiert waren außerdem:
  - U.F.O.F. von Big Thief
  - Assume Form von James Blake
  - I, I von Bon Iver
  - Anima von Thom Yorke

## R&B
Beste R&B-Darbietung (Best R&B Performance):
- Come Home von Anderson .Paak featuring André 3000
- nominiert waren außerdem:
  - Love Again von Daniel Caesar & Brandy
  - Could’ve Been von H.E.R. featuring Bryson Tiller
  - Exactly How I Feel von Lizzo featuring Gucci Mane
  - Roll Some Mo von Lucky Daye

Beste Darbietung – Traditioneller R&B (Best Traditional R&B Performance):
- Jerome von Lizzo
- nominiert waren außerdem:
  - Time Today von BJ the Chicago Kid
  - Steady Love von India.Arie
  - Real Games von Lucky Daye
  - Built for Love von PJ Morton featuring Jazmine Sullivan

Bester R&B-Song (Best R&B Song):
- Say So von PJ Morton featuring JoJo (Autoren: Paul Morton Jr.)
- nominiert waren außerdem:
  - Could’ve Been von H.E.R. featuring Bryson Tiller (Autoren: Dernst Emile II, David Harris, Gabriella Wilson, Hue Strother)
  - Look at Me Now von Emily King (Autoren: Emily King, Jerome Most)
  - No Guidance von Chris Brown featuring Drake (Autoren: Chris Brown, Tyler James Bryant, Nija Charles, Aubrey Graham, Anderson Hernandez, Michee Patrick Lebrun, Joshua Lewis, Noah Shebib, Teddy Walton)
  - Roll Some Mo von Lucky Daye (Autoren: David Brown, Dernst Emile II, Peter Lee Johnson)

Bestes Urban-Contemporary-Album (Best Urban Contemporary Album):
- Cuz I Love You (Deluxe) von Lizzo
- nominiert waren außerdem:
  - Apollo XXI von Steve Lacy
  - Overload von Georgia Anne Muldrow
  - Saturn von Nao
  - Being Human in Public von Jessie Reyez

Bestes R&B-Album (Best R&B Album):
- Ventura von Anderson Paak
- nominiert waren außerdem:
  - 1123 von BJ the Chicago Kid
  - Painted von Lucky Daye
  - Ella Mai von Ella Mai
  - Paul von PJ Morton

## Rap
Beste Rap-Darbietung (Best Rap Performance):
- Racks in the Middle von Nipsey Hussle featuring Roddy Ricch & Hit-Boy
- nominiert waren außerdem:
  - Middle Child von J. Cole
  - Suge von DaBaby
  - Down Bad von Dreamville featuring J.I.D., Bas, J. Cole, Earthgang & Young Nudy
  - Clout von Offset featuring Cardi B

Beste Darbietung – Rap/Gesang (Best Rap/Sung Performance):
- Higher von DJ Khaled featuring Nipsey Hussle & John Legend
- nominiert waren außerdem:
  - Drip Too Hard von Lil Baby & Gunna
  - Panini von Lil Nas X
  - Ballin von Mustard featuring Roddy Ricch
  - The London von Young Thug featuring J. Cole & Travis Scott

Bester Rap-Song (Best Rap Song):
- A Lot von 21 Savage featuring J. Cole (Autoren: Jermaine Cole, Dacoury Natche, Shayaa Bin Abraham-Joseph, Anthony White)
- nominiert waren außerdem:
  - Bad Idea von YBN Cordae featuring Chance the Rapper (Autoren: Chancelor Bennett, Cordae Dunston, Uforo Ebong, Daniel Hackett)
  - Gold Roses von Rick Ross featuring Drake (Autoren: Noel Cadastre, Aubrey Graham, Anderson Hernandez, Khristopher Riddick-Tynes, William Leonard Roberts II, Joshua Quinton Scruggs, Leon Thomas III, Ozan Yildirim)
  - Racks in the Middle von Nipsey Hussle featuring Roddy Ricch & Hit-Boy (Autoren: Ermias Asghedom, Dustin James Corbett, Greg Allen Davis, Chauncey Hollis Jr., Rodrick Moore)
  - Suge von DaBaby (Autoren: Jonathan Kirk, Tahj Morgan, Darryl Clemons)

Bestes Rap-Album (Best Rap Album):
- Igor von Tyler, the Creator
- nominiert waren außerdem:
  - Revenge of the Dreamers III von Dreamville
  - Championships von Meek Mill
  - I Am > I Was von 21 Savage
  - The Lost Boy von YBN Cordae

## Country
Beste Country-Solodarbietung (Best Country Solo Performance):
- Ride Me Back Home von Willie Nelson
- nominiert waren außerdem:
  - All Your’n von Tyler Childers
  - Girl Goin’ Nowhere von Ashley McBryde
  - God’s Country von Blake Shelton
  - Bring My Flowers Now von Tanya Tucker

Beste Countrydarbietung eines Duos oder einer Gruppe (Best Country Duo/Group Performance):
- Speechless von Dan + Shay
- nominiert waren außerdem:
  - Brand New Man von Brooks & Dunn with Luke Combs
  - I Don’t Remember Me (Before You) von den Brothers Osborne
  - The Daughters von Little Big Town
  - Common von Maren Morris featuring Brandi Carlile

Bester Countrysong (Best Country Song):
- Bring My Flowers Now von Tanya Tucker (Autoren: Brandi Carlile, Phil Hanseroth, Tim Hanseroth, Tanya Tucker)
- nominiert waren außerdem:
  - Girl Goin’ Nowhere von Ashley McBryde (Autoren: Jeremy Bussey, Ashley McBryde)
  - It All Comes Out in the Wash von Miranda Lambert (Autorinnen: Miranda Lambert, Hillary Lindsey, Lori McKenna, Liz Rose)
  - Some of It von Eric Church (Autoren: Eric Church, Clint Daniels, Jeff Hyde, Bobby Pinson)
  - Speechless von Dan + Shay (Autoren: Shay Mooney, Jordan Reynolds, Dan Smyers, Laura Veltz)

Bestes Countryalbum (Best Country Album):
- While I’m Livin’ von Tanya Tucker
- nominiert waren außerdem:
  - Desperate Man von Eric Church
  - Stronger Than the Truth von Reba McEntire
  - Interstate Gospel von den Pistol Annies
  - Center Point Road von Thomas Rhett

## New Age
Bestes New-Age-Album (Best New Age Album):
- Wings von Peter Kater
- nominiert waren außerdem:
  - Fairy Dreams von David Arkenstone
  - Homage to Kindness von David Darling
  - Verve von Sebastian Plano
  - Deva von Deva Premal

## Jazz
Beste Solo-Jazzimprovisation (Best Improvised Jazz Solo):
- Sozinho von Randy Brecker
- nominiert waren außerdem:
  - Elsewhere von Melissa Aldana
  - Tomorrow Is the Question von Julian Lage
  - The Windup von Branford Marsalis
  - Sightseeing von Christian McBride

Bestes Jazz-Gesangsalbum (Best Jazz Vocal Album):
- 12 Little Spells von Esperanza Spalding
- nominiert waren außerdem:
  - Thirsty Ghost von Sara Gazarek
  - Love & Liberation von Jazzmeia Horn
  - Alone Together von Catherine Russell
  - Screenplay von der Tierney Sutton Band

Bestes Jazz-Instrumentalalbum (Best Jazz Instrumental Album):
- Finding Gabriel von Brad Mehldau
- nominiert waren außerdem:
  - In the Key of the Universe von Joey DeFrancesco
  - The Secret Between the Shadow and the Soul vom Branford Marsalis Quartet
  - Christian McBride’s New Jawn von Christian McBride
  - Come What May vom Joshua Redman Quartet

Bestes Album eines Jazz-Großensembles (Best Large Jazz Ensemble Album):
- The Omni-American Book Club von der Brian Lynch Big Band
- nominiert waren außerdem:
  - Triple Helix von Anat Cohen Tentet
  - Dancer in Nowhere von Miho Hazama
  - Hiding Out von Mike Holober and the Gotham Jazz Orchestra
  - One Day Wonder von der Terraza Big Band

Bestes Latin-Jazz-Album (Best Latin Jazz Album):
- Antidote von Chick Corea and the Spanish Heart Band
- nominiert waren außerdem:
  - ¡Sorte! Music by John Finbury von Thalma de Freitas with Vitor Gonçalves, John Patitucci, Chico Pinheiro, Rogerio Boccato & Duduka da Fonseca
  - Una noche con Rubén Blades vom Jazz at Lincoln Center Orchestra with Wynton Marsalis & Rubén Blades
  - Carib von David Sánchez
  - Sonero: The Music of Ismael Rivera von Miguel Zenón

## Gospel / Christliche Popmusik
Beste Darbietung / bester Song Gospel (Best Gospel Performance / Song):
- Love Theory von Kirk Franklin (Autor: Kirk Franklin)
- nominiert waren außerdem:
  - Talkin’ ’Bout Jesus von Gloria Gaynor featuring Yolanda Adams (Autoren: Bryan Fowler, Gloria Gaynor, Chris Stevens)
  - See the Light von Travis Greene featuring Jekalyn Carr
  - Speak the Name von Koryn Hawthorne featuring Natalie Grant
  - This Is a Move (live) von Tasha Cobbs Leonard (Autoren: Tony Brown, Brandon Lake, Tasha Cobbs Leonard, Nate Moore)

Bester Darbietung / bester Song der christlichen Popmusik (Best Contemporary Christian Music Performance / Song):
- God Only Knows von For King & Country & Dolly Parton (Autoren: Josh Kerr, Jordan Reynolds, Joel Smallbone, Luke Smallbone, Tedd Tjornhom)
- nominiert waren außerdem:
  - Only Jesus von Casting Crowns (Autoren: Mark Hall, Bernie Herms, Matthew West)
  - Haven’t Seen It Yet von Danny Gokey (Autoren: Danny Gokey, Ethan Hulse, Colby Wedgeworth)
  - God’s Not Done with You (Single-Version) von Tauren Wells
  - Rescue Story von Zach Williams (Autoren: Ethan Hulse, Andrew Ripp, Jonathan Smith, Zach Williams)

Bestes Gospel-Album (Best Gospel Album):
- Long Live Love von Kirk Franklin
- nominiert waren außerdem:
  - Goshen von Donald Lawrence presents the Tri-City Singers
  - Tunnel Vision von Gene Moore
  - Settle Here von William Murphy
  - Something’s Happening! A Christmas Album von CeCe Winans

Bestes Album der christlichen Popmusik (Best Contemporary Christian Music Album):
- Burn the Ships von For King & Country
- nominiert waren außerdem:
  - I Know a Ghost von Crowder
  - Haven’t Seen It Yet von Danny Gokey
  - The Elements von TobyMac
  - Holy Roar von Chris Tomlin

Bestes Roots-Gospel-Album (Best Roots Gospel Album):
- Testimony von Gloria Gaynor
- nominiert waren außerdem:
  - Deeper Roots: Where the Bluegrass Grows von Steven Curtis Chapman
  - Deeper Oceans von Joseph Habedank
  - His Name Is Jesus von Tim Menzies
  - Gonna Sing, Gonna Shout von verschiedenen Interpreten (Produzent: Jerry Salley)

## Latin
Bestes Latin-Pop-Album (Best Latin Pop Album):
- #Eldisco von Alejandro Sanz
- nominiert waren außerdem:
  - Vida von Luis Fonsi
  - 11:11 von Maluma
  - Montaner von Ricardo Montaner
  - Fantasia von Sebastián Yatra

Bestes Latin-Rock-, Urban- oder Alternative-Album (Best Latin Rock, Urban or Alternative Album):
- El mal querer von Rosalía
- nominiert waren außerdem:
  - X 100pre von Bad Bunny
  - Oasis von J Balvin & Bad Bunny
  - Indestructible von Flor de Toloache
  - Almadura von iLe

Bestes Album mit regionaler mexikanischer Musik einschließlich Tejano (Best Regional Mexican Music Album – Including Tejano):
- De ayer para siempre von Mariachi los Camperos
- nominiert waren außerdem:
  - Caminando von Joss Favela
  - Percepción von Intocable
  - Poco a poco von La Energia Norteña
  - 20 aniversario von Mariachi Divas de Cindy Shea

Bestes Tropical-Latinalbum (Best Tropical Latin Album):
- Opus von Marc Anthony und
- A Journey Through Cuban Music von Aymée Nuviola
- nominiert waren außerdem:
  - Tiempo al tiempo von Luis Enrique + C4 Trio
  - Candela von Vicente García
  - Literal von Juan Luis Guerra 4.40

## Amerikanische Wurzeln (American Roots)
Beste American-Roots-Darbietung (Best American Roots Performance):
- Saint Honesty von Sara Bareilles
- nominiert waren außerdem:
  - Father Mountain von Calexico and Iron & Wine
  - I’m on My Way von Rhiannon Giddens with Francesco Turrisi
  - Call My Name von I’m with Her
  - Faraway Look von Yola

Bestes American-Roots-Lied (Best American Roots Song):
- Call My Name von I’m with Her (Autorinnen: Sarah Jarosz, Aoife O’Donovan, Sara Watkins)
- nominiert waren außerdem:
  - Black Myself von Our Native Daughters (Autorin: Amythyst Kiah)
  - Crossing to Jerusalem von Rosanne Cash (Autoren: Rosanne Cash, John Leventhal)
  - Faraway Look von Yola (Autoren: Dan Auerbach, Yola Carter, Pat McLaughlin)
  - I Don’t Wanna Ride the Rails No More von Vince Gill (Autor: Vince Gill)

Bestes Americana-Album (Best Americana Album):
- Oklahoma von Keb’ Mo’
- nominiert waren außerdem:
  - Years to Burn von Calexico and Iron & Wine
  - Who Are You Now von Madison Cunningham
  - Tales of America von J. S. Ondara
  - Walk Through Fire von Yola

Bestes Bluegrass-Album (Best Bluegrass Album):
- Tall Fiddler von Michael Cleveland
- nominiert waren außerdem:
  - Live in Prague, Czech Republic von Doyle Lawson & Quicksilver
  - Toil, Tears & Trouble von den Po’ Ramblin’ Boys
  - Royal Traveller von Missy Raines
  - If You Can’t Stand the Heat von Frank Solivan & Dirty Kitchen

Bestes traditionelles Blues-Album (Best Traditional Blues Album):
- Tall, Dark & Handsome von Delbert McClinton & Self-Made Men
- nominiert waren außerdem:
  - Kingfish von Christone “Kingfish” Ingram
  - Sitting on Top of the Blues von Bobby Rush
  - Baby, Please Come Home von Jimmie Vaughan
  - Spectacular Class von Jontavious Willis

Bestes zeitgenössisches Blues-Album (Best Contemporary Blues Album):
- This Land von Gary Clark Jr.
- nominiert waren außerdem:
  - Venom & Faith von Larkin Poe
  - Brighter Days von Robert Randolph and the Family Band
  - Somebody Save Me von Sugaray Rayford
  - Keep On von Southern Avenue

Bestes Folkalbum (Best Folk Album):
- Patty Griffin von Patty Griffin
- nominiert waren außerdem:
  - My Finest Work Yet von Andrew Bird
  - Rearrange My Heart von Che Apalache
  - Evening Machines von Gregory Alan Isakov
  - Front Porch von Joy Williams

Bestes Album mit Musik mit regionalen Wurzeln (Best Regional Roots Music Album):
- Good Time von Ranky Tanky
- nominiert waren außerdem:
  - Kalawaiʻanui von Amy Hānaialiʻi
  - When It’s Cold – Cree Round Dance Songs von Northern Cree
  - Recorded Live at the 2019 New Orleans Jazz & Heritage Festival von Rebirth Brass Band
  - Hawaiian Lullaby von verschiedenen Interpreten (Produzenten: Imua Garza, Kimié Miner)

## Reggae
Bestes Reggae-Album (Best Reggae Album):
- Rapture von Koffee
- nominiert waren außerdem:
  - As I Am von Julian Marley
  - The Final Battle: Sly & Robbie Vs. Roots Radics von Sly & Robbie and Roots Radics
  - Mass Manipulation von Steel Pulse
  - More Work to Be Done von Third World

## Weltmusik
Bestes Weltmusikalbum (Best World Music Album):
- Celia von Angélique Kidjo
- nominiert waren außerdem:
  - Gece von Altın Gün
  - What Heat von Bokanté & Metropole Orkest unter Leitung von Jules Buckley
  - African Giant von Burna Boy
  - Fanm d’Ayiti von Nathalie Joachim with Spektral Quartet

## Für Kinder
Bestes Kinderalbum (Best Children’s Album):
- Ageless Songs for the Child Archetype von Jon Samson
- nominiert waren außerdem:
  - Flying High! von Caspar Babypants
  - I Love Rainy Days von Daniel Tashian
  - The Love von den Alphabet Rockers
  - Winterland von den Okee Dokee Brothers

## Sprache
Bestes gesprochenes Album (eingeschlossen Lyrik, Hörbücher und Storytelling) (Best Spoken Word Album – includes poetry, audio books & storytelling):
- Becoming von Michelle Obama
- nominiert waren außerdem:
  - Beastie Boys Book von verschiedenen Interpreten (Produzenten: Michael Diamond, Adam Horovitz, Scott Sherratt, Dan Zitt)
  - I. V. Catatonia: 20 Years as a Two-Time Cancer Survivor von Eric Alexandrakis
  - Mr. Know-It-All von John Waters
  - Sekou Andrews & the String Theory von Sekou Andrews & the String Theory

## Comedy
Bestes Comedyalbum (Best Comedy Album):
- Sticks & Stones von Dave Chappelle
- nominiert waren außerdem:
  - Quality Time von Jim Gaffigan
  - Relatable von Ellen DeGeneres
  - Right Now von Aziz Ansari
  - Son of Patricia von Trevor Noah

## Musical-Theater
Bestes Musical-Theater-Album (Best Musical Theater Album):
- Hadestown von der Original Broadway Cast mit Reeve Carney, André De Shields, Amber Gray, Eva Noblezada und Patrick Page (Produzenten: Mara Isaacs, David Lai, Anaïs Mitchell, Todd Sickafoose; Text und Musik: Anaïs Mitchell)
- nominiert waren außerdem:
  - Ain’t Too Proud: The Life and Times of the Temptations von der Original Broadway Cast mit Saint Aubyn, Derrick Baskin, James Harkness, Jawan M. Jackson, Jeremy Pope und Ephraim Sykes (Produzent: Scott M. Riesett)
  - Moulin Rouge! The Musical von der Original Broadway Cast mit Danny Burstein, Tam Mutu, Sahr Ngaujah, Karen Olivo und Aaron Tveit (Produzenten: Justin Levine, Baz Luhrmann, Matt Stine, Alex Timbers)
  - The Music of Harry Potter and the Cursed Child – In Four Contemporary Suites von Imogen Heap (Produzentin: Imogen Heap; Musik: Imogen Heap)
  - Oklahoma! von der 2019 Broadway Cast mit Damon Daunno, Rebecca Naomi Jones, Ali Stroker, Mary Testa und Patrick Vaill (Produzenten: Daniel Kluger, Dean Sharenow; Musik: Richard Rodgers, Text: Oscar Hammerstein II)

## Musik für visuelle Medien (Film, Fernsehen, Videospiele usw.)
Bester zusammengestellter Soundtrack für visuelle Medien (Best Compilation Soundtrack for Visual Media)
- A Star Is Born – Lady Gaga & Bradley Cooper
- nominiert waren außerdem:
  - The Lion King: The Songs von verschiedenen Interpreten
  - Once Upon a Time in Hollywood von verschiedenen Interpreten
  - Rocketman – Taron Egerton
  - Spider-Man: A New Universe von verschiedenen Interpreten

Bester komponierter Soundtrack für visuelle Medien (Best Score Soundtrack for Visual Media)
- Chernobyl von Hildur Guðnadóttir
- nominiert waren außerdem:
  - Avengers: Endgame von Alan Silvestri
  - Game of Thrones: Season 8 von Ramin Djawadi
  - Der König der Löwen von Hans Zimmer
  - Mary Poppins’ Rückkehr von Marc Shaiman

Bester Song geschrieben für visuelle Medien (Best Song Written for Visual Media)
- I’ll Never Love Again (Film Version) von Lady Gaga & Bradley Cooper (Autoren: Natalie Hemby, Lady Gaga, Hillary Lindsey,  Aaron Raitiere; Film: A Star Is Born)
- nominiert waren außerdem:
  - The Ballad of the Lonesome Cowboy von Chris Stapleton (Autor: Randy Newman; Film: A Toy Story: Alles hört auf kein Kommando)
  - Girl in the Movies von Dolly Parton (Autorinnen: Dolly Parton, Linda Perry; Film: Dumplin’)
  - Spirit von Beyoncé (Autoren: Beyoncé Knowles-Carter, Timothy McKenzie, Ilya Salmanzadeh; Film: Der König der Löwen)
  - Suspirium von Thom Yorke (Autor: Thom Yorke; Film: Suspiria)

## Komposition/Arrangement
Beste Instrumentalkomposition (Best Instrumental Composition):
- Star Wars: "Galaxy's Edge (Symphonic Suite)" von John Williams, Komponist (John Williams)
- nominiert waren außerdem:
  - Begin Again von Fred Hersch, Komponist (Fred Hersch & The WDR Big Band dirigiert von Vince Mendoza)
  - Crucible for Crisis von Brian Lynch, Komponist (Brian Lynch Big Band)
  - Love, a Beautiful Force von Vince Mendoza, Komponist (Vince Mendoza, Terell Stafford, Dick Oatts & Temple University Studio Orchestra)
  - Walkin’ Funny von Christian McBride, Komponist (Christian McBride)

Bestes Instrumental- oder A-cappella-Arrangement (Best Arrangement, Instrumental or A Cappella):
- Moon River von Jacob Collier, Arrangeur (Jacob Collier)
- nominiert waren außerdem:
  - Blue Skies von Kris Bowers, Arrangeur (Kris Bowers)
  - Hedwig’s Theme von John Williams, Arrangeur (Anne-Sophie Mutter & John Williams)
  - La Novena von Emilio Solla, Arrangeur (Emilio Solla Tango Jazz Orchestra)
  - Love, a Beautiful Force von Vince Mendoza, Arrangeur (Vince Mendoza, Terell Stafford, Dick Oatts & Temple University Studio Orchestra)

Bestes Arrangement von Instrumenten und Gesang (Best Arrangement, Instruments and Vocals):
- All Night Long von Jacob Collier, Arrangeur (Jacob Collier featuring Jules Buckley, Take 6 & Metropole Orkest)
- nominiert waren außerdem:
  - Jolene von Geoff Keezer, Arrangeur (Sara Gazarek)
  - Marry Me a Little von Cyrille Aimée & Diego Figueiredo, Arrangeur (Cyrille Aimée)
  - Over the Rainbow von Vince Mendoza, Arrangeur (Trisha Yearwood)
  - 12 Little Spells (Thoracic Spine) von Esperanza Spalding, Arrangeur (Esperanza Spalding)

## Sonderausgaben
Bestes Aufnahme-Paket (Best Recording Package):
- Chris Cornell von Barry Ament, Jeff Ament, Jeff Fura & Joe Spix, Artdirectors (Chris Cornell)
- nominiert waren außerdem:
  - Anónimas & resilientes von Luisa María Arango, Carlos Dussan, Manuel García-Orozco & Juliana Jaramillo-Buenaventura, Artdirectors (Voces Del Bullerengue)
  - Hold That Tiger von Andrew Wong & Fongming Yang, Artdirectors (The Muddy Basin Ramblers)
  - I, I von Aaron Anderson & Eric Timothy Carlson, Artdirectors (Bon Iver)
  - Intellexual von Irwan Awalludin, Artdirector (Intellexual)

Bestes Paket als Box oder limitierte Sonderausgabe (Best Boxed or Special Limited Edition Package):
- Woodstock: Back to the Garden – The Definitive 50th Anniversary Archive von Masaki Koike, Artdirector (verschiedene Künstler)
- nominiert waren außerdem:
  - Anima von Stanley Donwood & Tchocky, Artdirectors (Thom Yorke)
  - Gold in Brass Age von Amanda Chiu, Mark Farrow & David Gray, Artdirectors (David Gray)
  - 1963: New Directions von Josh Cheuse, Artdirectors (John Coltrane)
  - The Radio Recordings 1939–1945 von Marek Polewski, Artdirectors (Wilhelm Furtwängler & Berliner Philharmoniker)

## Begleittexte
Bester Album-Begleittext (Best Album Notes):
- Stax ’68: A Memphis Story von Steve Greenberg, Album-Begleittext (verschiedene Künstler)
- nominiert waren außerdem:
  - The Complete Cuban Jam Sessions von Judy Cantor-Navas, Album-Begleittext (verschiedene Künstler)
  - The Gospel According to Malaco von Robert Marovich, Album-Begleittext (verschiedene Künstler)
  - Pedal Steel + Four Corners von Brendan Greaves, Album-Begleittext (Terry Allen And The Panhandle Mystery Band)
  - Pete Seeger: The Smithsonian Folkways Collection von Jeff Place, Album-Begleittext (Pete Seeger)

## Historisches
Bestes historisches Album (Best Historical Album):
- Pete Seeger: The Smithsonian Folkways Collection von Jeff Place & Robert Santelli, Produzenten; Pete Reiniger, Mastering-Ingenieur (Pete Seeger)
- nominiert waren außerdem:
  - The Girl from Chickasaw County – The Complete Capitol Masters von Andrew Batt & Kris Maher, Produzenten; Simon Gibson, Mastering-Ingenieur (Bobbie Gentry)
  - The Great Comeback: Horowitz at Carnegie Hall von Robert Russ, Produzenten; Andreas K. Meyer & Jennifer Nulsen, Mastering-Ingenieure (Vladimir Horowitz)
  - Kanyo Ongaku: Japanese Ambient, Environmental & New Age Music 1980–1990 von Spencer Doran, Yosuke Kitazawa, Douglas Mcgowan & Matt Sullivan, Produzenten; John Baldwin, Mastering-Ingenieur (verschiedene Künstler)
  - Woodstock: Back to the Garden – The Definitive 50th Anniversary Archive von Brian Kehew, Steve Woolard & Andy Zax, Produzenten; Dave Schultz, Mastering-Ingenieur (verschiedene Künstler)

## Produktion, ohne Klassik
Beste Abmischung eines Albums, ohne Klassik (Best Engineered Album, Non-Classical):
- When We All Fall Asleep, Where Do We Go? von Rob Kinelski & Finneas O’Connell, Toningenieure; John Greenham, Mastering-Ingenieur (Billie Eilish)
- nominiert waren außerdem:
  - All These Things von Tchad Blake, Adam Greenspan & Roderick Shearer, Toningenieure; Bernie Grundman, Mastering-Ingenieur (Thomas Dybdahl)
  - Ella Mai von Chris "Shaggy" Ascher, Jaycen Joshua & David Pizzimenti, Toningenieure; Chris Athens, Mastering-Ingenieur (Ella Mai)
  - Run Home Slow von Paul Butler & Sam Teskey, Toningenieure; Joe Carra, Mastering-Ingenieur (The Teskey Brothers)
  - Scenery von Tom Elmhirst, Ben Kane & Jeremy Most, Toningenieure; Bob Ludwig, Mastering-Ingenieur (Emily King)

Produzent des Jahres, ohne Klassik (Producer of the Year, Non-Classical):
- Finneas
  - When We Fall Asleep, Where Do We Go? (Billie Eilish) (A)
- nominiert waren außerdem:
  - Jack Antonoff
    - Arizona Baby (Kevin Abstract) (A)
    - Lover (Taylor Swift) (A)
    - Norman F***ing Rockwell! (Lana Del Rey) (A)
    - Red Hearse (Red Hearse) (A)

  - Dan Auerbach
    - The Angels in Heaven Done Signed My Name (Leo Bud Welch) (A)
    - "Let's Rock" (The Black Keys) (A)
    - Mockingbird (The Gibson Brothers) (A)
    - Myth of a Man (Night Beats) (A)
    - Southern Gentleman (Dee White) (A)
    - Walk Through Fire (Yola) (A)

  - John Hill
    - Heat of the Summer (Young The Giant) (T)
    - Hundred (Khalid) (T)
    - No Drug like Me (Carly Rae Jepsen) (T)
    - Outta My Head (Khalid With John Mayer) (T)
    - Social Cues (Cage the Elephant) (A)
    - Superposition (Young The Giant) (T)
    - Too Much (Carly Rae Jepsen) (T)
    - Vertigo (Khalid) (T)
    - Zero (aus Ralph Breaks the Internet) (Imagine Dragons) (T)

  - Ricky Reed
    - Almost Free (Fidlar) (A)
    - Burning (Maggie Rogers) (T)
    - Confidence (X Ambassadors featuring K.Flay) (T)
    - Juice (Lizzo) (T)
    - Kingdom of One (Maren Morris) (T)
    - Power Is Power (SZA featuring The Weekend & Travis Scott) (T)
    - Tempo (Lizzo featuring Missy Elliott) (T)
    - Truth Hurts (Lizzo) (T)
    - The Wrong Man (Ross Golan) (A)

Beste Remix-Aufnahme (Best Remixed Recording):
- I Rise (Tracy Young’s Pride Intro Radio Remix) von Tracy Young, Remixer (Madonna)
- nominiert waren außerdem:
  - Mother’s Daughter (Wuki Remix) von Wuki, Remixer (Miley Cyrus)
  - The One (High Contrast Remix) von Lincoln Barrett, Remixer (Jorja Smith)
  - Swim (Ford. Remix) von Luc Bradford, Remixer (Mild Minds)
  - Work It (Soulwax Remix) von David Gerard C Dewaele & Stephen Antoine C Dewaele, Remixer (Marie Davidson)

## Produktion, Immersive Audio
Bestes Immersive-Audio-Album (Best Immersive Audio Album):
- Lux von Anita Brevik, Trondheimsolistene & Nidarosdomens Jentekor (Technik: Morten Lindberg)
- nominiert waren außerdem:
  - Chain Tripping von Yacht (Technik: Luke Argilla, Jürgen Scharpf, Jona Bechtolt, Claire L. Evans & Rob Kieswetter)
  - Kverndokk: Symphonic Dances von Ken-David Masur & Stavanger Symphony Orchestra (Technik: Jim Anderson, Robert C. Ludwig, Ulrike Schwarz)
  - The Orchestral Organ von Jan Kraybill (Technik: Keith O. Johnson, Marina A. Ledin & Victor Ledin)
  - The Savior von A Bad Think (Technik: Bob Clearmountain, Bob Ludwig, Michael Marquart & Dave Way)

## Produktion, Klassik
Beste Abmischung eines Albums, Klassik (Best Engineered Album, Classical):
- Riley: Sun Rings von Leslie Ann Jones, Toningenieur; Robert C. Ludwig, Mastering-Ingenieur (Kronos Quartet)
- nominiert waren außerdem:
  - Aequa – Anna Thorvaldsdóttir von Daniel Shores, Toningenieur; Daniel Shores, Mastering-Ingenieur (International Contemporary Ensemble)
  - Bruckner: Symphony No. 9 von Mark Donahue, Toningenieur; Mark Donahue, Mastering-Ingenieur (Manfred Honeck & Pittsburgh Symphony Orchestra)
  - Rachmaninoff – Hermitage Piano Trio von Keith O. Johnson & Sean Royce Martin, Toningenieure; Keith O. Johnson, Mastering-Ingenieur (Hermitage Piano Trio)
  - Wolfe: Fire in My Mouth von Bob Hanlon & Lawrence Rock, Toningenieure; Ian Good & Lawrence Rock, Mastering-Ingenieure (Jaap van Zweden, Francisco J. Núñez, Donald Nally, The Crossing, Young People's Chorus of NY City & New Yorker Philharmoniker)

Klassikproduzent des Jahres (Producer of the Year, Classical):
- Blanton Alspaugh
  - Artifacts – The Music of Michael McGlynn (Charles Bruffy & Kansas City Chorale)
  - Berlioz: Symphonie fantastique; Fantaisie sur La Tempête de Shakespeare (Andrew Davis & Toronto Symphony Orchestra)
  - Copland: Billy the Kid; Grohg (Leonard Slatkin & Detroit Symphony Orchestra)
  - Duruflé: Complete Choral Works (Robert Simpson & Houston Chamber Choir)
  - Glass: Symphony No. 5 (Julian Wachner, The Choir Of Trinity Wall Street, Trinity Youth Chorus, Downtown Voices & Novus NY)
  - Sander: The Divine Liturgy of St. John Chrysostom (Peter Jermihov & PaTRAM Institute Singers)
  - Smith, K.: Canticle (Craig Hella Johnson & Cincinnati Vocal Arts Ensemble)
  - Visions Take Flight (Mei-Ann Chen & ROCO)
- nominiert waren außerdem:
  - James Ginsburg
    - Project W – Works by Diverse Women Composers (Mei-Ann Chen & Chicago Sinfonietta)
    - Silenced Voices (Black Oak Ensemble)
    - 20th Century Harpsichord Concertos (Jory Vinikour, Scott Speck & Chicago Philharmonic)
    - Twentieth Century Oboe Sonatas (Alex Klein & Phillip Bush)
    - Winged Creatures & Other Works for Flute, Clarinet, and Orchestra (Anthony McGill, Demarre McGill, Allen Tinkham & Chicago Youth Symphony Orchestra)

  - Marina A. Ledin & Victor Ledin
    - Bates: Children of Adam; Vaughan Williams: Dona nobis pacem (Steven Smith, Erin R. Freeman, Richmond Symphony & Chorus)
    - The Orchestral Organ (Jan Kraybill)
    - The Poetry of Places (Nadia Shpachenko)
    - Rachmaninoff – Hermitage Piano Trio (Hermitage Piano Trio)

  - Morten Lindberg
    - Himmelborgen (Elisabeth Holte, Kåre Nordstoga & Uranienborg Vokalensemble)
    - Kleiberg: Do You Believe in Heather? (verschiedene Künstler)
    - Ljos (Fauna Vokalkvintett)
    - LUX (Anita Brevik, Trondheimsolistene & Nidarosdomens Jentekor)
    - Trachea (Tone Bianca Sparre Dahl & Schola Cantorum)
    - Veneliti (Håkon Daniel Nystedt & Oslo Kammerkor)

  - Dirk Sobotka
    - Bruckner: Symphony No. 9 (Manfred Honeck & Pittsburgh Symphony Orchestra)

## Klassische Musik
Beste Orchesterdarbietung (Best Orchestral Performance):
- Norman: Sustain dirigiert von Gustavo Dudamel mit dem Los Angeles Philharmonic
- nominiert waren außerdem:
  - Bruckner: 9. Sinfonie dirigiert von Manfred Honeck mit dem Pittsburgh Symphony Orchestra
  - Copland: Billy the Kid; Grohg dirigiert von Leonard Slatkin mit dem Detroit Symphony Orchestra
  - Transatlantic dirigiert von Louis Langrée mit dem Cincinnati Symphony Orchestra
  - Weinberg: Sinfonien Nr. 2 & 21 dirigiert von Mirga Gražinytė-Tyla mit dem City of Birmingham Symphony Orchestra und der Kremerata Baltica

Beste Opernaufnahme (Best Opera Recording):
- Picker: Fantastic Mr. Fox mit John Brancy, Andrew Craig Brown, Gabriel Preisser, Krista River, Edwin Vega, dem Boston Modern Orchestra Project und Boston Children’s Chorus, dirigiert von Gil Rose; Gil Rose (Produzent)
- nominiert waren außerdem:
  - George Benjamin: Lessons in Love and Violence mit Stéphane Degout, Barbara Hannigan, Peter Hoare, Gyula Orendt und dem Orchestra of the Royal Opera House, dirigiert von George Benjamin; James Whitbourn (Produzent)
  - Berg: Wozzeck mit Christopher Maltman, Eva-Maria Westbroek, dem Netherlands Philharmonic Orchestra und Chor der Dutch National Opera, dirigiert von Marc Albrecht; François Roussillon (Produzent)
  - Charpentier: Les Arts florissants; Les Plaisirs de Versailles mit Jesse Blumberg, Teresa Wakim, Virginia Warnken, dem Boston Early Music Festival Chamber Ensemble und dem Boston Early Music Festival Vocal Ensemble, dirigiert von Paul O’Dette und Stephen Stubbs; Renate Wolter-Seevers (Produzent)
  - Wagner: Lohengrin mit Piotr Beczała, Anja Harteros, Tomasz Konieczny, Waltraud Meier, Georg Zeppenfeld, dem Festspielorchester Bayreuth und dem Festspielchor Bayreuth, dirigiert von Christian Thielemann; Eckhard Glauche (Produzent)

Beste Chordarbietung (Best Choral Performance):
- Duruflé: Complete Choral Works von Ken Cowan und dem Houston Chamber Choir, dirigiert von Robert Simpson
- nominiert waren außerdem:
  - Boyle: Voyages von The Crossing, dirigiert von Donald Nally
  - The Hope of Loving von Conspirare, dirigiert von Craig Hella Johnson
  - Sander: The Divine Liturgy of St. John Chrysostom von Evan Bravos, Vadim Gan, Kevin Keys, Glenn Miller, Daniel Shirley und den PaTRAM Institute Singers, dirigiert von Peter Jermihov
  - Smith, K.: The Arc in the Sky von The Crossing, dirigiert von Donald Nally

Beste Kammermusik-/Kleinensembledarbietung (Best Chamber Music/Small Ensemble Performance):
- Shaw: Orange – Attacca Quartet
- nominiert waren außerdem:
  - Cerrone: The Pieces That Fall to Earth – Christopher Rountree & Wild Up
  - Freedom & Faith – PUBLIQuartet
  - Perpetulum – Third Coast Percussion
  - Rachmaninoff – Hermitage Piano Trio – Hermitage Piano Trio

Bestes klassisches Instrumentalsolo (Best Classical Instrumental Solo):
- Marsalis: Violin Concerto; Fiddle Dance Suite von Nicola Benedetti und dem Philadelphia Orchestra, dirigiert von Cristian Măcelaru
- nominiert waren außerdem:
  - The Berlin Recital von Yuja Wang
  - Higdon: Harp Concerto von Yolanda Kondonassis und The Rochester Philharmonic Orchestra, dirigiert von Ward Stare
  - The Orchestral Organ von Jan Kraybill
  - Torke: Sky, Concerto for Violin von Tessa Lark und der Albany Symphony, dirigiert von David Alan Miller

Bestes klassisches Sologesangsalbum (Best Classical Solo Vocal Album):
- Songplay von Joyce DiDonato, begleitet von Chuck Israels, Jimmy Madison, Charlie Porter und Craig Terry (Steve Barnett und Lautaro Greco)
- nominiert waren außerdem:
  - The Edge of Silence – Works for Voice by György Kurtág von Susan Narucki (Donald Berman, Curtis Macomber, Kathryn Schulmeister und Nicholas Tolle)
  - Himmelsmusik von Philippe Jaroussky, Céline Scheen, L'Arpeggiata (Ensemble), dirigiert von Christina Pluhar (Jesús Rodil und Dingle Yandell)
  - Schumann: Liederkreis Op. 24, Kerner-Lieder Op. 35 von Matthias Goerne, begleitet von Leif Ove Andsnes
  - A te, o cara von Stephen Costello mit dem Kaunas City Symphony Orchestra, dirigiert von Constantine Orbelian

Bestes klassisches Sammelprogramm (Best Classical Compendium):
- The Poetry of Places von Nadia Shpachenko; Marina A. Ledin und Victor Ledin (Produzenten)
- nominiert waren außerdem:
  - American Originals 1918 von John Morris Russell (Dirigent); Elaine Martone (Produzent)
  - Leshnoff: Symphony No. 4 "Heichalos"; Guitar Concerto; Starburst von Giancarlo Guerrero (Dirigent); Tim Handley (Produzent)
  - Meltzer: Songs and Structures von Paul Appleby und Natalia Katyukova; Silas Brown und Harold Meltzer (Produzenten)
  - Saariaho: True Fire; Trans; Ciel d'hiver von Hannu Lintu (Dirigent); Laura Heikinheimo (Produzent)

Beste zeitgenössische klassische Komposition (Best Contemporary Classical Composition):
- Higdon: Harp Concerto komponiert von Jennifer Higdon (Yolanda Kondonassis, Ward Stare & The Rochester Philharmonic Orchestra)
- nominiert waren außerdem:
  - Bermel: Migration Series for Jazz Ensemble & Orchestra komponiert von Derek Bermel (Derek Bermel, Ted Nash, David Alan Miller, Juilliard Jazz Orchestra & Albany Symphony Orchestra)
  - Marsalis: Violin Concerto in D Major komponiert von Wynton Marsalis (Nicola Benedetti, Cristian Măcelaru & Philadelphia Orchestra)
  - Norman: Sustain komponiert von Andrew Norman (Gustavo Dudamel & Los Angeles Philharmonic)
  - Shaw: Orange komponiert von Caroline Shaw (Attacca Quartet)
  - Wolfe: Fire in My Mouth komponiert von Julia Wolfe (Jaap Van Zweden, Francisco J. Núñez, Donald Nally, The Crossing, Young People’s Chorus of NY City & New Yorker Philharmoniker)

## Musikvideo / -film
Bestes Musikvideo (Best Music Video):
- Old Town Road (Official Movie) – Lil Nas X & Billy Ray Cyrus (Calmatic, Videoregisseur; Candice Dragonas, Melissa Larsen & Saul Levitz, Videoproduzenten)
- nominiert waren außerdem:
  - We’ve Got to Try – The Chemical Brothers (Ellie Fry, Videoregisseur; Ninian Doff, Videoproduzent)
  - This Land – Gary Clark Jr. (Savanah Leaf, Videoregisseur; Alicia Martinez, Videoproduzent)
  - Cellophane – FKA Twigs (Andrew Thomas Huang, Videoregisseur; Alex Chamberlain, Videoproduzent)
  - Glad He’s Gone – Tove Lo (Vania Heymann & Gal Muggia: Videoregisseur; Natan Schottenfels: Videoproduzent)

Bester Musikfilm (Best Music Film):
- Homecoming – Beyoncé (Beyoncé Knowles-Carter & Ed Burke, Videoregisseur; Dora Melissa Vargas, Videoproduzent)
- nominiert waren außerdem:
  - David Crosby: Remember My Name – David Crosby (A.J. Eaton, Videoregisseur; Cameron Crowe, Michele Farinola & Greg Mariotti, Videoproduzenten)
  - Birth of the Cool – Miles Davis (Stanley Nelson, Videoregisseur; Nicole London, Videoproduzent)
  - Shangri-La  – verschiedene Künstler (Morgan Neville, Videoregisseur; Emma Baiada, Videoproduzent)
  - Anima – Thom Yorke (Paul Thomas Anderson, Videoregisseur; Paul Thomas Anderson, Erica Frauman & Sara Murphy, Videoproduzenten)